# مرسوم باباوي

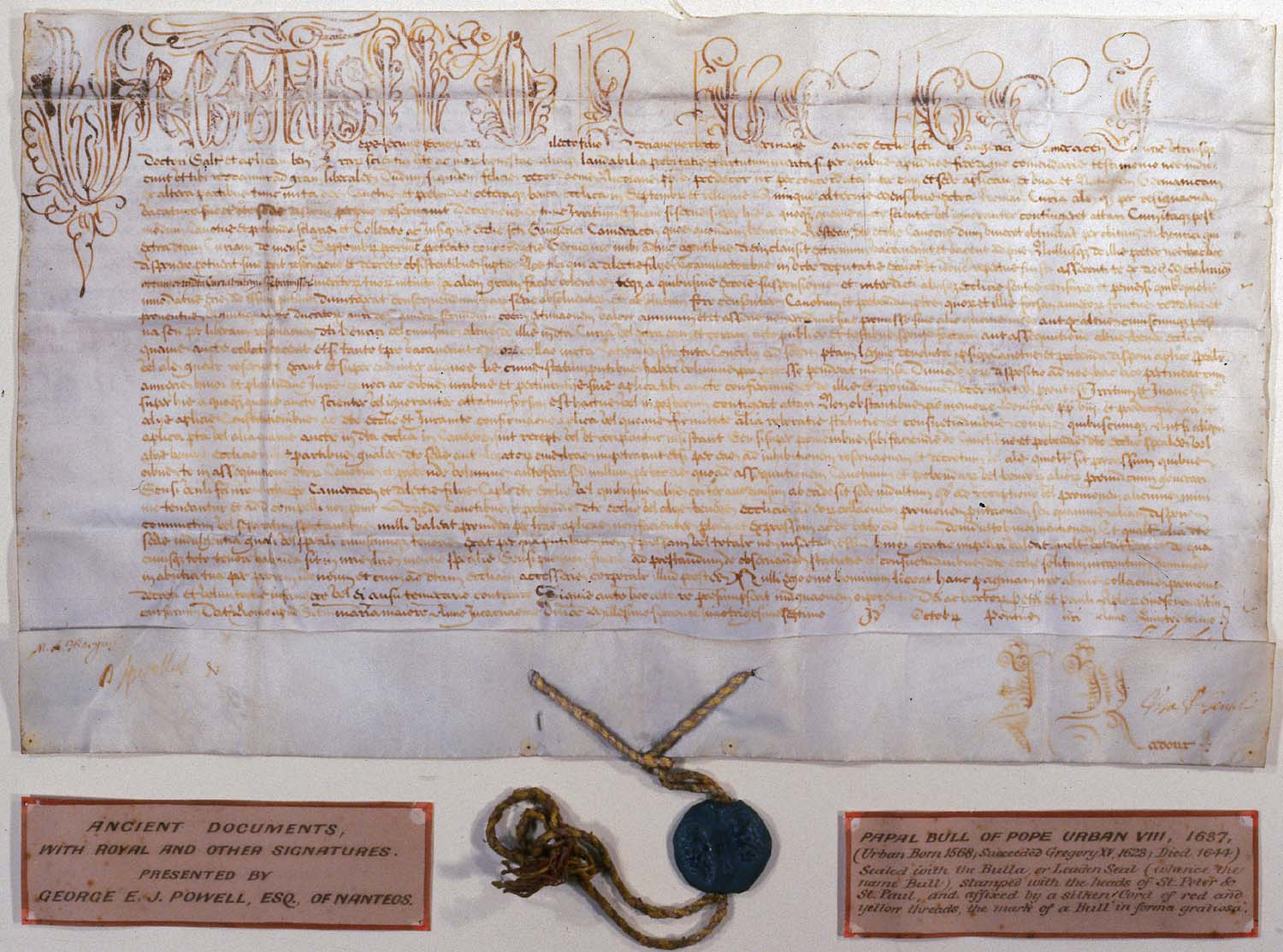
مرسوم باباوي أصدره البابا أوربان الثامن عام 1637، مختوم بختم من الرصاص.

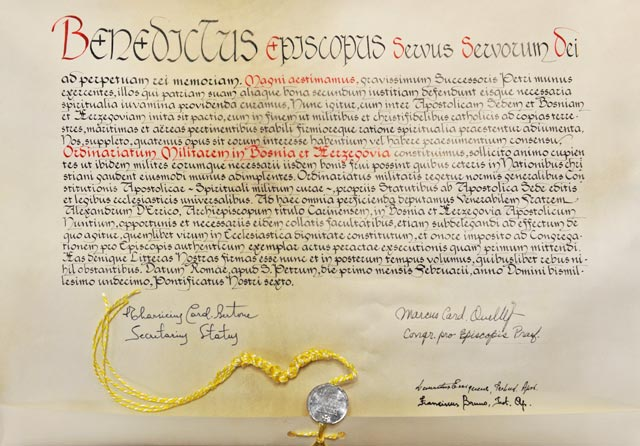
الدستور الباباوي الذي أصدره البابا بنديكتوس السادس عشر كمرسوم باباوي عام 2011

البراء البابوية أو المرسوم الباباوي، هو نوع معين من براءات التمليك أو المواثيق التي تصدر عن الباباوية الكاثوليكية التابعة للكنيسة الرومانية الكاثوليكية. يمهر المرسوم عادة بختم من الرصاص يوضع في نهاية الوثيقة للمصادقة عليها.

## المحتوى
من حيث المضمون، المرسوم هو ببساطة عبارة عن صيغة أو وثيقة تظهر مرسوم البابا، وقد يتضمن معالجة لأي موضوع بما في ذلك المراسيم التنظيمية والتعيينات الأسقفية والإعفاءات الكنسية والحرمانات الكنسية والدستور الرسولي، وإعلانات القداسة والدعوات.
كانت المراسيم الباباوية الصورة الوحيدة الحصرية للرسائل الصادرة عن الفاتيكان حتى القرن الرابع عشر الميلادي، حين ظهر المحرر الباباوي. يعتبر المحرر صورة من صور الاتصالات الباباوية الأقل رسمية ويتم المصادقة عليها بختم الشمع (استبدل الآن بحبر أحمر) يمثل خاتم صياد السمك. لم يكن ثمة أي تمييز واضح بين استخدام المرسوم والمحرر، لكن معظم الرسائل في الوقت الحاضر تصدر كمحررات.

## وصلات خارجية
- Albert, C.S. “Bull.” Lutheran Cyclopedia. New York: Scribner, 1899. p. 67
- Papal Encyclicals Online
- List of Conciliar documents at the Theology Library نسخة محفوظة 30 مارس 2016 على موقع واي باك مشين.
- Cherubini Laertius: Magnum Bullarium Romanum